# Jo Seong-joon (cầu thủ bóng đá, sinh 1990)
Đây là một tên người Triều Tiên, họ là Jo.
Jo Seong-joon (tiếng Hàn: 조성준; sinh ngày 27 tháng 11 năm 1990) là một cầu thủ bóng đá Hàn Quốc thi đấu ở vị trí tiền vệ cho Asan Mugunghwa ở K League 2.

## Sự nghiệp
Anh được lựa chọn bởi FC Anyang ở đợt tuyển quân K League 2013.